# Galle (stad)
Galle (Singalees: Gālla: Tamil: Kāli) is de hoofdstad van de Zuidelijke Provincie op Sri Lanka en het gelijknamige district Galle. De havenstad heeft zo'n 94.000 inwoners.
In de stad valt nog veel te zien van de Nederlandse overheersing in de 17e en 18e eeuw. In deze tijd was Galle de belangrijkste havenstad van Sri Lanka. Daarom werd in 1663 door de Nederlanders een 36 hectare groot fort gebouwd, dat tegenwoordig op de werelderfgoedlijst staat. Dit fort heeft tijdens de tsunami van 26 december 2004 zijn dienst bewezen; het heeft een groot deel van de stad beschermd door de golf aanzienlijk af te remmen.
De Nederduits Gereformeerde "Groote Kerk", oorspronkelijk gebouwd in 1640 en herbouwd rond 1755, heeft een vloer met daarin diverse grafstenen van de oude Nederlandse begraafplaatsen.
In tegenstelling tot Anuradhapura en Polonnaruwa zijn de bezienswaardigheden hier onderdeel van het huidige leven.

## Partnerstad
Galle is een partnerstad van:
- Velsen (Nederland), sinds 1976

## Afbeeldingen

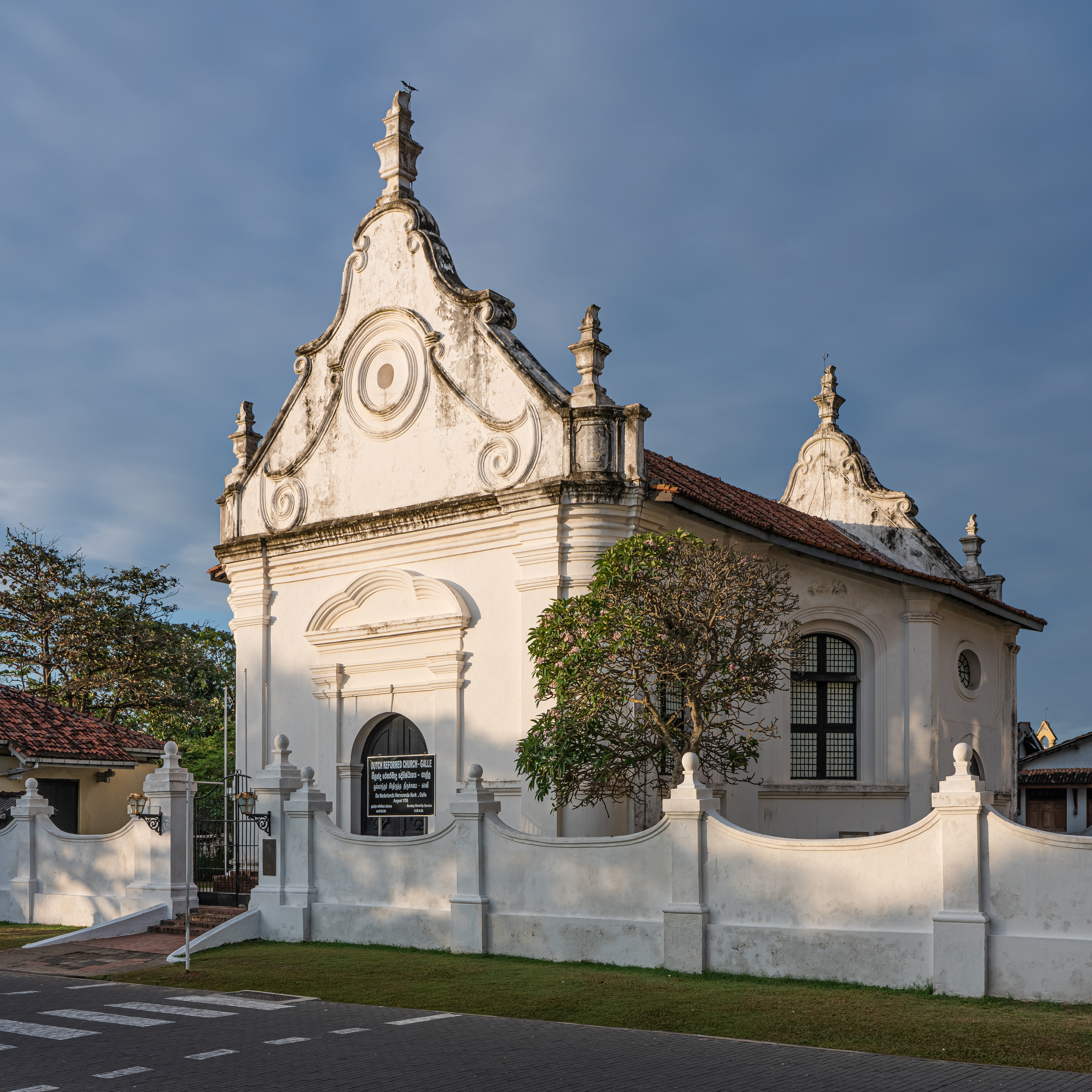
Nederlands Gereformeerde Kerk uit 1755.
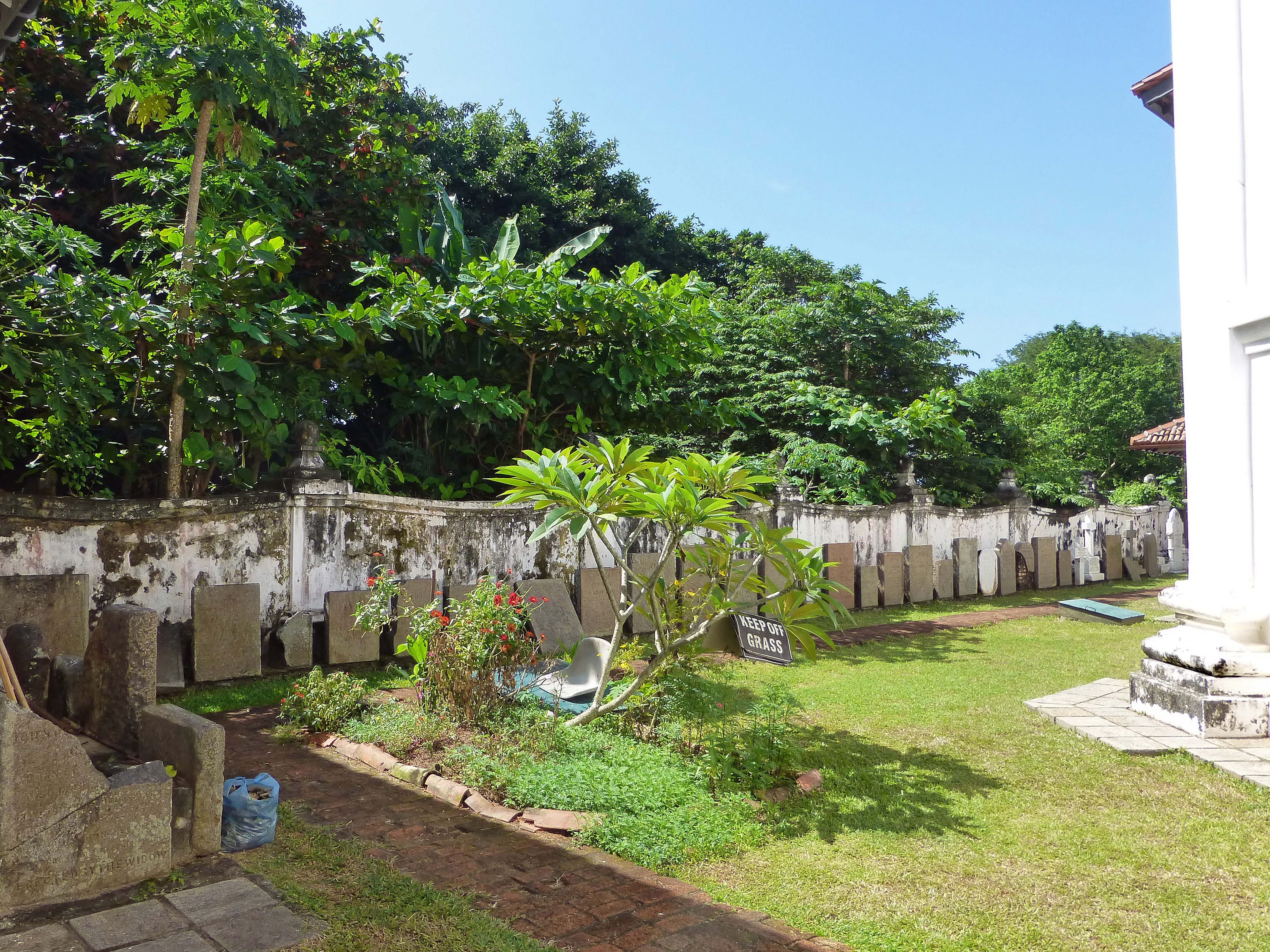
Nederlands kerkhof
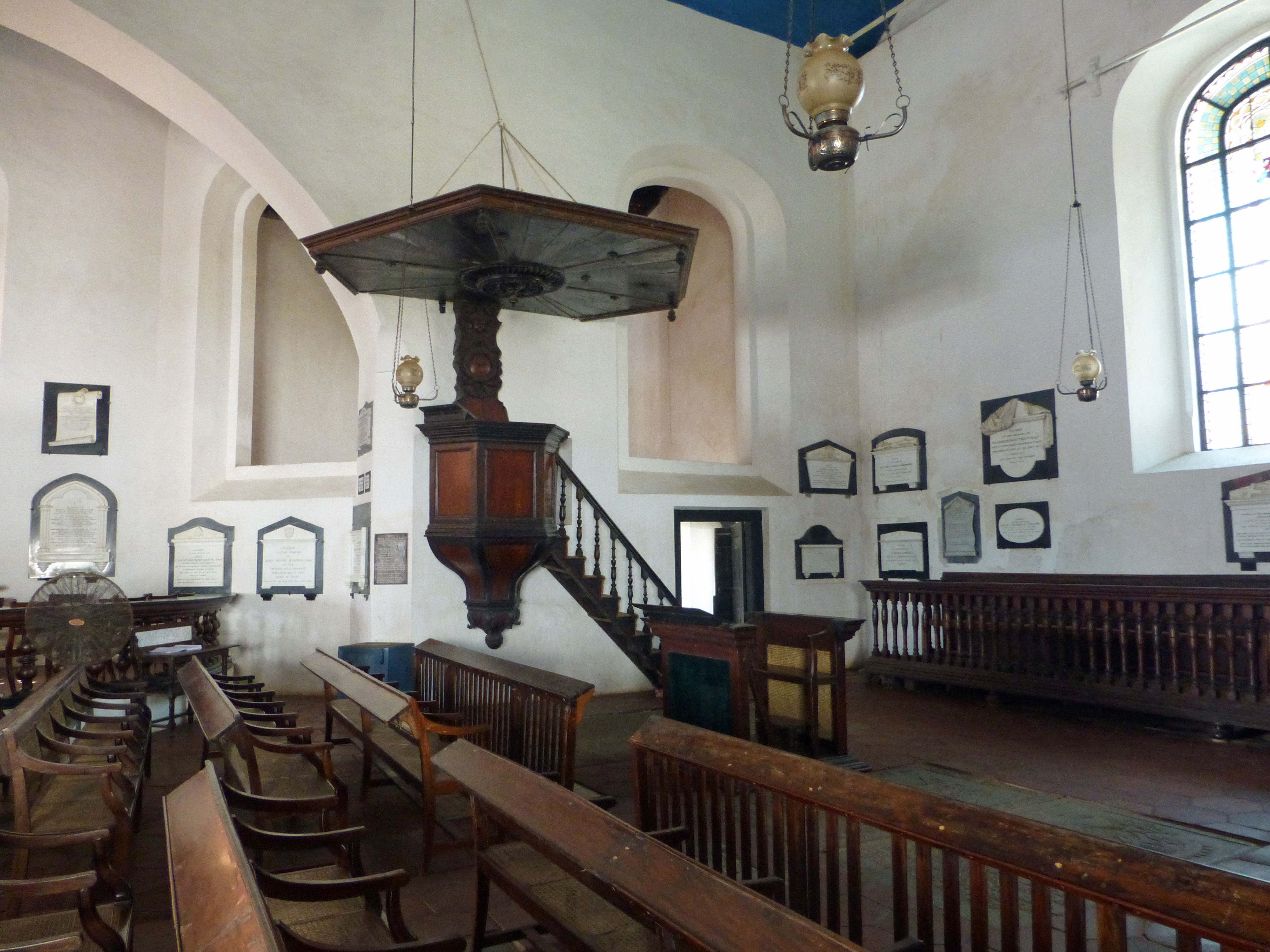
Kerkinterieur Nederlands Gereformeerde Kerk
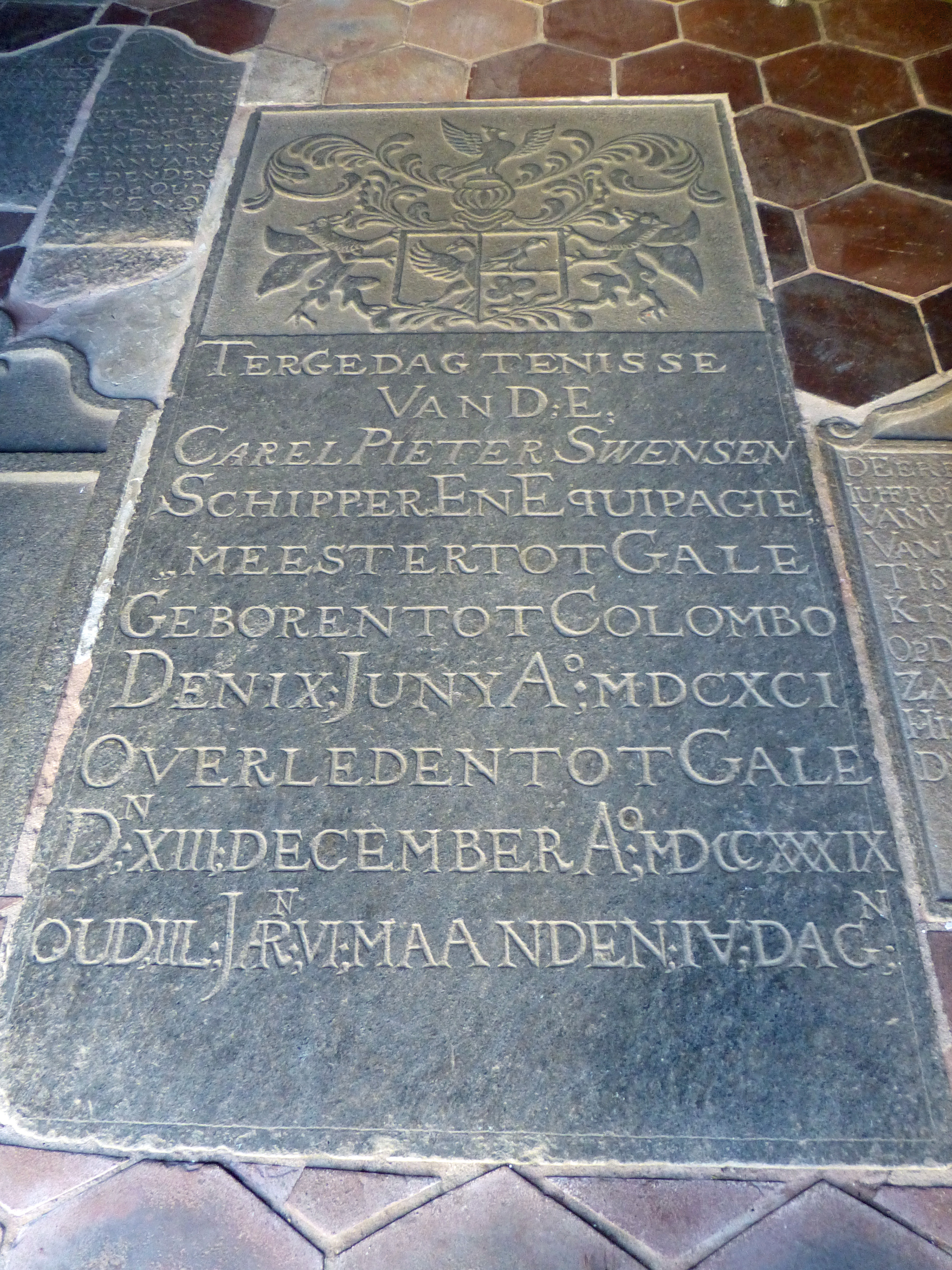
Grafstenen

Heilige stad Anuradhapura · Oude stad Galle en vestingwerken · Gouden tempel van Dambulla · Heilige stad Kandy · Oude stad Polonnaruwa · Oude stad Sigiriya · Woudreservaat Sinharaja
- Bibliothèque nationale de France: cb15539208t (data)
- Gemeinsame Normdatei: 4224011-6
- Library of Congress Control Number: n84195936
- MusicBrainz: 5c10587b-ef8d-4d89-acda-e36bbe00869f
- Nationale Bibliotheek van Israël: 987007557648105171
- Virtual International Authority File: 234665746
- WorldCat: E39PBJg4k8h84YtwQPqYkKTbVC